# Yağız Kaan Erdoğmuş
Yağız Kaan Erdoğmuş (geboren am 3. Juni 2011 in Bursa) ist ein türkischer Schachspieler.

## Karriere
Erdoğmuş gewann 2019 den Jugend-Europameistertitel in der Altersklasse U8. Im Jahr 2022 erreichte er den Titel eines FIDE-Meisters und noch im gleichen Jahr auch den Titel Internationaler Meister, im Alter von elf Jahren gelang ihm dies als jüngstem türkischen Spieler. Beim Sunway Sitges Festival im Dezember 2023 erspielte er seine erste Norm für den Großmeistertitel. Im Januar 2024 gewann er das Jeddah Young Masters, ein stark besetztes Einladungsturnier für U18-Spieler. Dort erspielte er seine zweite GM-Norm. Die dritte Norm gelang Erdoğmuş beim Grenke Chess Open im März/April 2024, womit er als viertjüngster Spieler (nach Abhimanyu Mishra, Sergei Karjakin und D. Gukesh) die Bedingungen für den Großmeistertitel erfüllte. Im Alter von 13 Jahren, 3 Monaten und 28 Tagen war er der jüngste Spieler, der ein FIDE-Rating von 2600 im klassischen Schach erreichte.